# Giovanni Villani

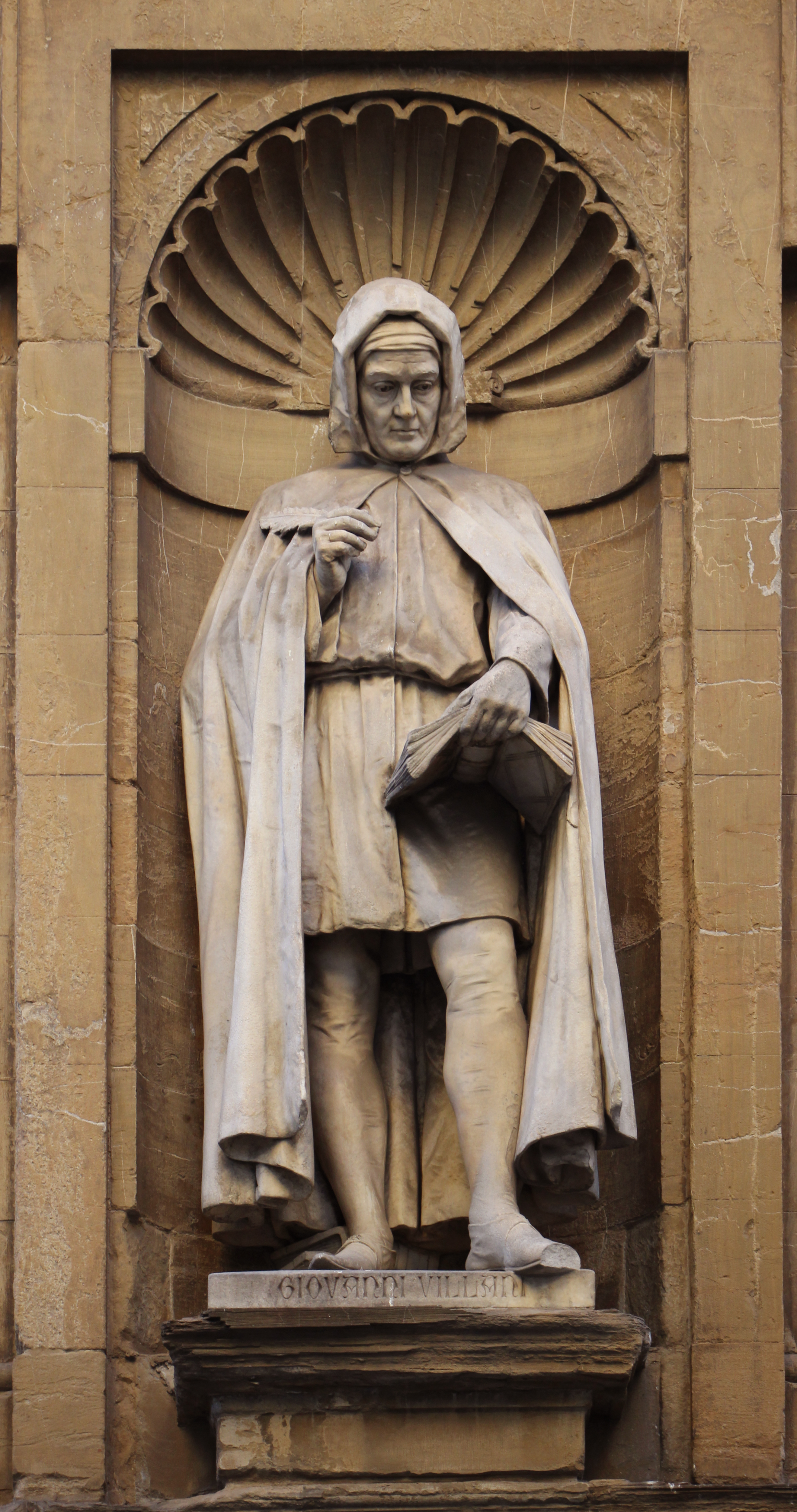
La statua di Giovanni Villani, Loggia del Mercato Nuovo, Firenze

Giovanni Villani (Firenze, 1280 – Firenze, 1348) è stato un mercante, storico e cronista italiano, noto soprattutto per aver scritto la Nova Cronica, un resoconto storico della città di Firenze e delle vicende a lui coeve, dedicando un intero paragrafo a Dante.

## Biografia

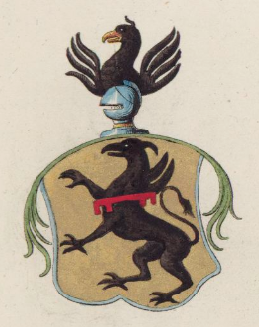
Stemma della famiglia Villani di Firenze

Nato a Firenze intorno al 1280 da una famiglia popolana e figlio di Villano di Stoldo di Bellincione, esercitò l'attività di mercante e di banchiere, socio dapprima dei Peruzzi, poi dei Buonaccorsi. Partecipò anche alla vita pubblica, che nella Firenze della prima metà del Trecento era meno turbata dalle lotte politiche che l'avevano divisa alla fine del secolo precedente e che tanta parte avevano avuto nel determinare il timbro passionale del più grande cronista della precedente generazione, Dino Compagni.
Durante questo periodo ricoprì tre volte la carica di priore (nel 1316, nel 1321 e nel 1328) e nel 1317 divenne membro della commissione per le nuove gabelle; nel 1324 sovrintese alla costruzione delle mura e fu ufficiale addetto a far fronte alla carestia che attanagliava Firenze nel 1329. In questo nuovo clima, il Villani, pur mostrando simpatia per il partito guelfo dei Neri, si mantenne più distaccato e obiettivo nel valutare gli eventi storici di cui era testimone.
Nel 1331 cominciò il suo declino dalla scena politica, a seguito di un'accusa di malversazione (successivamente rivelatasi infondata) che gli era stata mossa al tempo in cui era stato camarlingo del Comune per l'edificazione delle mura. Fu coinvolto nel fallimento bancario dei Buonaccorsi e incarcerato per poco tempo alle Stinche, attorno al 1346, in quanto considerato mercante fuggitivo.
Morì di peste nel 1348: mentre era al lavoro sulla sua cronaca, venne stroncato dalla malattia in maniera così fulminea, che lasciò a metà una frase.

## Discendenza
Giovanni sposò in prime nozze una certa Sobilia, dalla quale ebbe tre figli:
- Francesco
- Giovanna
- Bernardo

Sposò in seconde nozze Monna de' Pazzi, dalla quale ebbe tre figli:
- Arighetta
- Matteo (?-ante 1423)
- Villano

## LaNova Cronica
La fama di Giovanni Villani è legata soprattutto alla sua Nova Cronica, estesissimo resoconto che, partendo dalla torre di Babele, arriva fino ai suoi tempi. La Nova Cronica fu ideata nel primo decennio del Trecento, anche in seguito all'ispirazione data dalle letture di Virgilio, Sallustio, Lucano, Livio e di un viaggio a Roma per il Giubileo del 1300, e probabilmente fu scritta a partire dal 1322. Venne lasciata incompiuta a causa della morte dell'autore, per peste, nel 1348.
In dodici libri racconta la storia di Firenze dall'antichità agli anni quaranta del Trecento. I primi sei libri, che arrivano fino all'anno 1265, hanno un andamento leggendario e favoloso e trovano la loro principale ragione d'essere nell'orgogliosa rivendicazione delle origini romane di Firenze. Gli ultimi sei, dedicati alle vicende del periodo 1265-1348, sono i più originali ed interessanti, sia per la ricchezza d'informazioni, anche statistiche, che contengono, sia per la tendenza dell'autore a cogliere i nessi fra i fatti storici ed a spiegarli nella loro dinamica e nei rapporti di causa-effetto.
Questo atteggiamento improntato alla razionalità è un altro segno della modernità di Giovanni Villani: ne deriva una capacità di osservazione e di documentazione dei fatti - fra l'altro, anche attraverso l'analisi e la trascrizione di atti ufficiali e di testi d'archivio - che non viene intaccata dai parametri moralistici con il quale egli li giudica. Anche nel ritratto di Dante Alighieri, che occupa un capitolo del IX libro, gli elementi polemici del giudizio ideologico, pur non nascosti (Dante era legato ai Bianchi, mentre Villani, come già detto, era più vicino ai Neri), sono lasciati ai margini, per far prevalere invece i dati dell'informazione e la soddisfazione di poter annoverare un così grande poeta tra i propri concittadini.
Lo stile di Villani non è mosso e drammatico come quello di Dino Compagni, ma piano e uniforme. È stato detto che «la calma penna del Villani livella un po' tutto, scolorando e appiattendo» anche gli eventi decisivi della storia fiorentina (Petrocchi).